# Temporada da Stock Car Brasil de 1994
O Campeonato Stock Car de 1994 foi a 16ª edição promovida pela Confederação Brasileira de Automobilismo (CBA) da principal categoria do automobilismo brasileiro.
O vencedor foi o piloto Ingo Hoffmann.
Contexto histórico
Foi criada em 1977 para ser uma alternativa à extinta Divisão 1 (D1), que corria com as marcas Chevrolet (Opala) e Ford (Maverick). Isso ocorreu pelo desinteresse do público e dos patrocinadores por se tornar uma categoria monomarca, dada a superioridade dos modelos Chevrolet. Para que isso não ocorresse, a General Motors criou uma nova categoria, que unia desempenho e sofisticação. O nome foi um golpe de mestre, pois além de emular o nome da famosa categoria americana, a NASCAR, desviava a atenção da marca única.
A primeira prova ocorreu em 22 de abril de 1979, no Autódromo de Tarumã, no Rio Grande do Sul. A criação da categoria foi a melhor resposta a um antigo anseio de uma comunidade apaixonada por carros de corrida, ou seja, uma categoria de Turismo que unisse desempenho e sofisticação.
Regulamento
O regulamento foi criado para limitar os custos, procurando equilíbrio, sem comprometer as performances dignas das competições internacionais.

## Equipes e pilotos
| Equipe                   | Construtor | Carro                      | Pneu | N.° | Nome do piloto         | Rodada        |
| ------------------------ | ---------- | -------------------------- | ---- | --- | ---------------------- | ------------- |
| RC Competições           | Chevrolet  | Omega GM V6 4,1L Carburado | C    | 0   | Wilson Fittipaldi Jr   | Todas         |
| RC Competições           | Chevrolet  | Omega GM V6 4,1L Carburado | C    | 45  | Alexandre Rigon        | Todas         |
| Napolitano Competições   | Chevrolet  | Omega GM V6 4,1L Carburado | P    | 11  | Nonô Figueiredo        | Todas         |
| Napolitano Competições   | Chevrolet  | Omega GM V6 4,1L Carburado | P    | 25  | Felipe Andrade         | 1-2, 4-8 e 11 |
| Ebimotors                | Chevrolet  | Omega GM V6 4,1L Carburado | M    | 67  | César Matias           | Todas         |
| Castrol Racing           | Chevrolet  | Omega GM V6 4,1L Carburado | M    | 17  | Ingo Hoffmann          | Todas         |
| Castrol Racing           | Chevrolet  | Omega GM V6 4,1L Carburado | M    | 12  | Fábio Sotto Mayor      | 5-6 e 9-10    |
| Team Malucelli           | Chevrolet  | Omega GM V6 4,1L Carburado | C    | 2   | Eduardo Homem de Mello | 1-9 e 11      |
| Team Malucelli           | Chevrolet  | Omega GM V6 4,1L Carburado | C    | 52  | Ariel Barranco         | Todas         |
| Ghinzani Arco Motorsport | Chevrolet  | Omega GM V6 4,1L Carburado | P    | 22  | Paulo Gomes            | Todas         |
| Ghinzani Arco Motorsport | Chevrolet  | Omega GM V6 4,1L Carburado | P    | 34  | Mário Covas Neto       | Todas         |
| Team GP Elite            | Chevrolet  | Omega GM V6 4,1L Carburado | M    | 3   | Werner Naugebauer      | 8 e 11        |
| Team GP Elite            | Chevrolet  | Omega GM V6 4,1L Carburado | M    | 10  | Rodrigo Moreno         | 2 e 5         |
| Dinamic Motorsport       | Chevrolet  | Omega GM V6 4,1L Carburado | C    | 8   | Carlos Alves           | Todas         |
| Fach Auto Racing         | Chevrolet  | Omega GM V6 4,1L Carburado | C    | 26  | Fausto Camacho         | 3 e 9-10      |
| Fach Auto Racing         | Chevrolet  | Omega GM V6 4,1L Carburado | C    | 57  | Camilo Christófaro Jr  | Todas         |
| M Racing                 | Chevrolet  | Omega GM V6 4,1L Carburado | B    | 4   | Thiago Azalini         | 1             |
| CTF Performance          | Chevrolet  | Omega GM V6 4,1L Carburado | C    | 35  | Afonso Rangel          | 10            |
| CTF Performance          | Chevrolet  | Omega GM V6 4,1L Carburado | C    | 41  | Roberto Manzini        | 5             |
| Arctic Energy Racing     | Chevrolet  | Omega GM V6 4,1L Carburado | C    | 72  | Djalma Fogaça          | Todas         |
| Arctic Energy Racing     | Chevrolet  | Omega GM V6 4,1L Carburado | C    | 27  | Fausto Bessa           | 4-5 e 9-11    |
| HP Racing by Monzagarage | Chevrolet  | Omega GM V6 4,1L Carburado | C    | 5   | Adalberto Jardim       | Todas         |
| HP Racing by Monzagarage | Chevrolet  | Omega GM V6 4,1L Carburado | C    | 36  | Rafael del Pino        | 3-4           |
| Medley Racing            | Chevrolet  | Omega GM V6 4,1L Carburado | P    | 9   | Xandy Negrão           | Todas         |
| Medley Racing            | Chevrolet  | Omega GM V6 4,1L Carburado | P    | 71  | Rodney Felicio         | 3-6           |
| Imperiale Racing         | Chevrolet  | Omega GM V6 4,1L Carburado | P    | 53  | Laércio Justino        | 2-11          |
| AKF Motorsport           | Chevrolet  | Omega GM V6 4,1L Carburado | M    | 29  | Chico Serra            | Todas         |
| AKF Motorsport           | Chevrolet  | Omega GM V6 4,1L Carburado | M    | 56  | George Webel           | 3-7           |
| Oregon Team              | Chevrolet  | Omega GM V6 4,1L Carburado | C    | 33  | Ângelo Giombelli       | Todas         |
| Oregon Team              | Chevrolet  | Omega GM V6 4,1L Carburado | C    | 59  | Renato Constantino     | 5-6           |
| Target Racing            | Chevrolet  | Omega GM V6 4,1L Carburado | B    | 6   | Carlos Col             | Todas         |
| Target Racing            | Chevrolet  | Omega GM V6 4,1L Carburado | B    | 69  | Wilton Pena            | 11            |
| Rexal FFF Racing Team    | Chevrolet  | Omega GM V6 4,1L Carburado | M    | 37  | Alessandro Weiss       | Todas         |
| Rexal FFF Racing Team    | Chevrolet  | Omega GM V6 4,1L Carburado | M    | 48  | Ananias Justino        | 3-11          |
| Bonaldi Motorsport       | Chevrolet  | Omega GM V6 4,1L Carburado | P    | 18  | José Bel Camilo        | Todas         |
| Bonaldi Motorsport       | Chevrolet  | Omega GM V6 4,1L Carburado | P    | 60  | Ney Faustini           | 7-8           |
| Leipert Motorsport       | Chevrolet  | Omega GM V6 4,1L Carburado | G    | 7   | Antônio Jorge Neto     | Todas         |
| Leipert Motorsport       | Chevrolet  | Omega GM V6 4,1L Carburado | G    | 50  | Gustavo dal Pizzol     | 5-11          |

## Calendário e resultados

### Etapas
| #  | Circuito             | Data           | Pole Position    | Volta mais rápida     | Piloto Vencedor  | Equipe Vencedora         |
| -- | -------------------- | -------------- | ---------------- | --------------------- | ---------------- | ------------------------ |
| 1  | GP de Londrina       | 27 de março    | Ingo Hoffmann    | Ingo Hoffmann         | Ingo Hoffmann    | Castrol Racing           |
| 2  | GP de Guaporé        | 10 de abril    | Ângelo Giombelli | Ângelo Giombelli      | Ângelo Giombelli | Oregon Team              |
| 3  | GP do Rio de Janeiro | 8 de maio      | Paulo Gomes      | Xandy Negrão          | Paulo Gomes      | Ghinzani Arco Motorsport |
| 4  | GP de Curitiba       | 22 de maio     | Chico Serra      | Djalma Fogaça         | Xandy Negrão     | Medley Racing            |
| 5  | GP de São Paulo      | 12 de junho    | Paulo Gomes      | Djalma Fogaça         | Djalma Fogaça    | Arctic Energy Racing     |
| 6  | GP de Brasília       | 10 de julho    | Ângelo Giombelli | Ingo Hoffmann         | Ingo Hoffmann    | Castrol Racing           |
| 7  | GP de Viamão         | 7 de agosto    | Xandy Negrão     | Carlos Alves          | Xandy Negrão     | Medley Racing            |
| 8  | GP de Goiânia        | 11 de setembro | Paulo Gomes      | Ângelo Giombelli      | Ingo Hoffmann    | Castrol Racing           |
| 9  | GP do Rio de Janeiro | 9 de outubro   | Xandy Negrão     | Camilo Christófaro Jr | Adalberto Jardim | HP Racing by Monzagarage |
| 10 | GP de Curitiba       | 13 de novembro | Chico Serra      | Wilson Fittipaldi Jr  | Chico Serra      | AKF Motorsport           |
| 11 | GP de São Paulo      | 4 de dezembro  | Ingo Hoffmann    | Ingo Hoffmann         | Ingo Hoffmann    | Castrol Racing           |

## Classificação

### Campeonato de pilotos
| Pos | Piloto                 | LON | GUA | RJO | CTB | SPO | BRA | VIA | GOI | RJO | CTB | SPO | Pts |
| --- | ---------------------- | --- | --- | --- | --- | --- | --- | --- | --- | --- | --- | --- | --- |
| 1   | Ingo Hoffmann          | 1   | 2   | 8   | 5   | 5   | 1   | 6   | 1   | Ret | 7   | 1   | 190 |
| 2   | Paulo Gomes            | 8   | 4   | 1   | 12  | 3   | 4   | 2   | 6   | 6   | NL  | 5   | 174 |
| 3   | Wilson Fittipaldi Jr   | Ret | 11  | 13  | 19  | 9   | 3   | 10  | 7   | 9   | 5   | 10  | 148 |
| 4   | Carlos Alves           | 3   | 3   | 5   | 2   | 22† | 10  | 7   | 2   | 4   | 2   | 9   | 133 |
| 5   | Camilo Christófaro Jr  | Ret | 10  | 2   | 4   | 2   | 5   | Ret | 11  | 5   | 6   | 3   | 133 |
| 6   | Djalma Fogaça          | Ret | Ret | NC  | Ret | 1   | 14  | 8   | 8   | 8   | Ret | 7   | 126 |
| 7   | Ângelo Giombelli       | 2   | 1   | 10  | 3   | 8   | 2   | 11  | 10  | 2   | NC  | 8   | 125 |
| 8   | Adalberto Jardim       | 4   | 5   | 7   | 10  | Ret | 24† | 19  | 12  | 1   | 4   | 4   | 117 |
| 9   | Chico Serra            | 5   | Ret | Ret | 13  | Ret | 13  | 4   | 4   | 20  | 1   | 2   | 109 |
| 10  | Xandy Negrão           | 9   | 12  | 9   | 1   | 4   | 6   | 1   | 5   | 15  | 8   | 14  | 74  |
| 11  | Laércio Justino        |     | Ret | 4   | 9   | Ret | 12  | 3   | 3   | 13  | 9   | 15  | 69  |
| 12  | Antônio Jorge Neto     | Ret | Ret | 11  | 8   | Ret | 19  | 5   | Ret | 7   | 3   | 17  | 66  |
| 13  | José Bel Camilo        | 6   | 8   | Ret | 14  | 21  | 25† | 9   | Ret | Ret | 11  | 6   | 43  |
| 14  | Alessandro Weiss       | Ret | 7   | 3   | 6   | 7   | 7   | Ret | 17  | 18  | Ret | 20  | 36  |
| 15  | Carlos Col             | 7   | 6   | 12  | 11  | Ret | NL  | Ret | 9   | 3   | 20  | 16  | 32  |
| 16  | Eduardo Homem de Mello | WD  | WD  | 6   | 7   | Ret | Ret | NL  | NL  | INF |     | Ret | 31  |
| 17  | Mário Covas Neto       | 12  | 15  | 15  | 16  | 6   | 9   | 12  | Ret | 11  | 13  | 12  | 27  |
| 18  | Alexandre Rigon        | 10  | 9   | 14  | 15  | 13  | 16  | 18  | 13  | 12  | 15  | 13  | 24  |
| 19  | Felipe Andrade         | 14  | Ret |     | DNQ | 10  | 8   | 14  | Ret |     |     | Ret | 22  |
| 20  | Nonô Figueiredo        | Ret | 14  | 16  | 17  | 14  | 11  | Ret | 16  | 19  | 16  | Ret | 14  |
| 21  | César Matias           | 11  | 13  | 17  | 18  | 12  | 18  | 13  | Ret | 14  | 10  | 11  | 12  |
| 22  | Fábio Sotto Mayor      |     |     |     |     | 11  | 15  |     |     | 10  | 12  |     | 12  |
| 23  | Ariel Barranco         | 13  | Ret | 18  | 20  | 17  | 17  | 17  | Ret | 16  | 17  | Ret | 11  |
| 24  | Gustavo dal Pizzol     |     |     |     |     | 15  | 23  | Ret | 15  | 17  | 14  | 18  | 10  |
| 25  | Ney Faustini           |     |     |     |     |     |     | 15  | 14  |     |     |     | 9   |
| 26  | Ananias Justino        |     |     | Ret | 21  | 16  | Ret | 16  | Ret | 21  | 18  | 19  | 0   |
| 27  | Wilton Pena            |     |     |     |     |     |     |     |     |     |     | 21  | 0   |
| 28  | Renato Constantino     |     |     |     |     | 18  | 20  |     |     |     |     |     | 0   |
| 29  | George Webel           |     |     | 19  | 23  | 20  | 21  | Ret |     |     |     |     | 0   |
| 30  | Rodney Felicio         |     |     | 20  | 22  | 19  | 22  |     |     |     |     |     | 0   |
| 31  | Fausto Bessa           |     |     |     | Ret | Ret |     |     |     | 23  | 21† | Ret | 0   |
| 32  | Rafael del Pino        |     |     | 21  | 24  |     |     |     |     |     |     |     | 0   |
| 33  | Fausto Camacho         |     |     | Ret |     |     |     |     |     | 22  | 19  |     | 0   |
| 34  | Werner Naugebauer      |     |     |     |     |     |     |     | Ret |     |     | NL  | 0   |
| 35  | Rodrigo Moreno         |     | Ret |     |     | Ret |     |     |     |     |     |     | 0   |
| 36  | Afonso Rangel          |     |     |     |     |     |     |     |     |     | NPQ |     | 0   |
| 37  | Roberto Manzini        |     |     |     |     | Ret |     |     |     |     |     |     | 0   |
| 38  | Thiago Azalini         | DNF |     |     |     |     |     |     |     |     |     |     | 0   |
| Pos | Piloto                 | LON | GUA | RJO | CTB | SPO | BRA | VIA | GOI | RJO | CTB | SPO | Pts |

| Cor      | Resultado            |
| -------- | -------------------- |
| Ouro     | Vencedor             |
| Prata    | 2º lugar             |
| Bronze   | 3º lugar             |
| Verde    | Terminou, nos pontos |
| Azul     | Terminou, sem pontos |
| Púrpura  | Retirou-se (Ret)     |
| Vermelho | Não qualificado (NQ) |
| Preto    | Desqualificado (DSQ) |
| Branco   | Não largou (NL)      |
| Sem cor  | Não participou (NP)  |
| Sem cor  | Lesionado (Les)      |
| Sem cor  | Excluído (EX)        |